# Allierade höga kommissionen

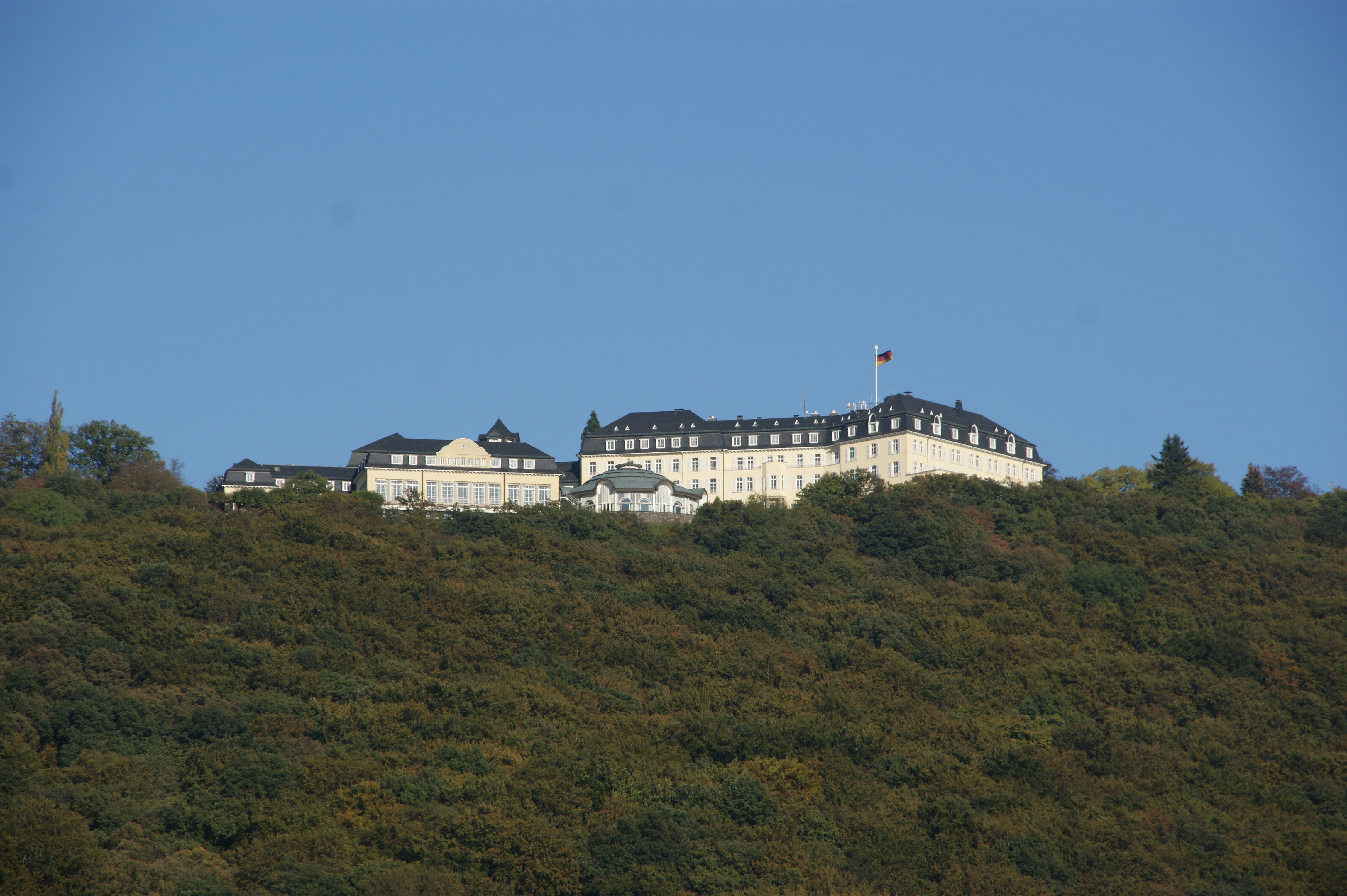
Allierade höga kommissionen hade till 1952 sit säte på Petersberg vid Bonn.

Allierade höga kommissionen, även kallad Kontrollkommissionen, var 1949–1955 ockupationsmakternas högsta myndighet i det nybildade Västtyskland och i Västberlins sektorer.

## Historia

### Tillkomst
Västtyskland (Förbundsrepubliken Tyskland, BRD) grundades 1949 av förbundsländerna i det tyska område som sedan andra världskrigets slut var ockuperat av Storbritannien, USA och Frankrike. Inför bildandet av den nya staten, höll ockupationsmakterna 5–8 april 1949 en utrikesministerkonferens, som bland annat resulterade i att ockupationsregeringen inte längre skulle vara militär. Överbefälhavaren i respektive ockupationszon skulle, såvida situationen inte krävde annat, endast styra över den militära styrkan, och militärguvernörsrollen i varje zon ersättas av en civil högkommissionär. De tre högkommissionärerna skulle samverka i den Allierade höga kommissionen. Den fortsatta relationen mellan ockupationsmakterna och den nya förbundsrepubliken formulerades i ockupationsstatuten, daterad 10 april 1949. Mer detaljerade bestämmelser gällande kommissionen presenterades med en särskild stadga den 20 april.
Den 21 september 1949, dagen efter att Västtysklands första regering svurits in, trädde ockupationsstatuten i kraft och den Allierade höga kommissionen blev högsta myndigheten.

### Verksamhet
De tre högkommissionärena representerade i Allierade höga kommissionen var sin ockupationsmakt och ledde i övrigt förvaltningen av respektive ockupationszon.
I varje förbundsland fanns en så kallad Landeskommissar som representant för alla tre högkommissionärerna, men vars statstillhörighet skulle vara samma land som tillhörigheten för den ockupationszon förbundslandet låg i.
Även stadskommendanterna i Västberlin underställdes den Allierade höga kommissionen.
Kommissionen agerade aktivt inom områden som definierats i ockupationsstatuten, men i möjligaste mån ville man låta den nya, västtyska förbundsstatens och förbundsländernas organ verka och främst hålla sig till att kontrollera, för att sedan successivt överlämna ansvaret. Till exempel skulle all lagstiftning, både på förbunds- och delstatsnivå, godkännas av kommissionen, fram till revideringen av ockupationsstatuten i mars 1951.
Den första revideringen gjordes dock redan i november 1949, efter att förhandlingar mellan den västtyska regeringen och höga kommissionen bland annat resulterat i tillåtelse för Västtyskland att delta i internationella organisationer och upprätta diplomatiska förbindelser med andra länder.

### Bonn-enklaven

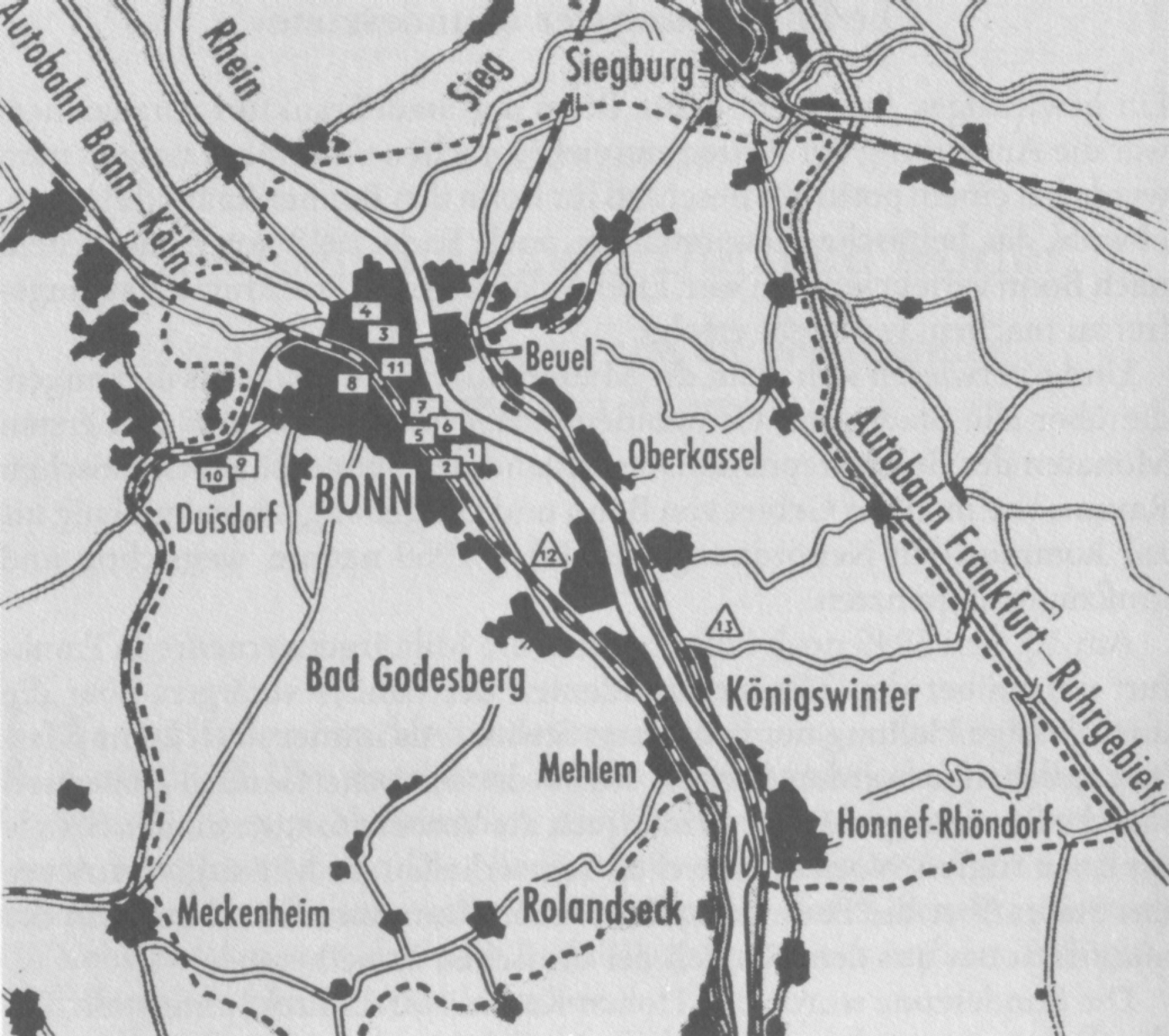
Bonn-enklaven 1949 markerad med streckad linje.

Under våren 1949 hade Parlamentariska rådet, bestående av representanter för förbundsländernas parlament, röstat fram Bonn som provisorisk huvudstad för den nya förbundsrepubliken, ett val som förbundsdagen bekräftade under hösten.
Då den Allierade höga kommissionen skulle ha sitt säte i närheten av den västtyska regeringen, installerades huvudkontoret i ett tidigare hotellkomplex på Petersberg, en av Siebengebirges höjder strax sydöst om Bonn.
Sommaren 1952 flyttades den då minskade verksamheten till Bonnstadsdelen Mehlem, dit det amerikanska högkommissariatet hade flyttat sitt huvudkontor. Även den franska kommissariatet flyttade till Bonn, men Storbritannien behöll sitt i Porz-Wahn, idag en del av Köln.
Bonn med omgivning, totalt cirka 16 × 16 km, bröts ut ur den brittiska ockupationszonen och bildade en särskild ockupationszon, en enklav direkt underställd den Allierade höga kommissionen. Den centrala delen av Bonn, där den nya förbundsrepublikens parlament och regering installerade sig, förklarades vara en ockupationsfri zon. Bonn-enklavens särskilda ockupationsstatus påverkade dock inte förbundslandet; Bonn var fortfarande en del av Nordrhein-Westfalen.

### Upplösning
När Parisfördragen trädde i kraft den 5 maj 1955, upphörde ockupationsstyret i Västtyskland och Allierade höga kommissionen upplöstes. Storbritanniens, USA:s och Frankrikes fortsatta relationer med Västtyskland skulle i fortsättningen skötas via deras ambassadörer.
Västmakternas stadskommendanter i Berlin, där ockupationsstyret fortsatte, underställdes ockupationsmakternas ambassadörer.